# Camenta usambarana
Camenta usambarana är en skalbaggsart som beskrevs av Moser 1917. Camenta usambarana ingår i släktet Camenta och familjen Melolonthidae. Inga underarter finns listade.